# Jasmin Krohn
Jasmin Krohn (Göteborg, 22 november 1966) is een schaatsster uit Zweden. Ze vertegenwoordigde haar vaderland op de Olympische Winterspelen 1988 in Calgary, de Olympische Winterspelen 1992 in Albertville en de Olympische Winterspelen 1994 in Lillehammer.

## Resultaten

### Olympische Spelen
| Jaar | Plaats      | Resultaten                                   |
| ---- | ----------- | -------------------------------------------- |
| 1988 | Calgary     | 28e 500 meter 10e 3000 meter 8e 5000 meter   |
| 1992 | Albertville | 13e 1500 meter 11e 3000 meter 11e 5000 meter |
| 1994 | Lillehammer | 20e 3000 meter                               |

### Wereldkampioenschappen
| Jaar | Jaar     | Plaats          | Resultaten       | Resultaten                                 |
| ---- | -------- | --------------- | ---------------- | ------------------------------------------ |
| 1981 | Junioren | Elverum         | 26e Allround     | 29e 500 m 25e 1000 m 23e 1500 m - 3000 m   |
| 1982 | Junioren | Innsbruck       | 24e Allround     | 23e 500 m 22e 1000 m 21e 1500 m - 3000 m   |
| 1983 | Allround | Karl-Marx-Stadt | Niet deelgenomen | Niet deelgenomen                           |
| 1983 | Sprint   | Helsinki        | - Sprint         | 31e 500 m DQ 1000 m 33e 500 m 32e 1000 m   |
| 1983 | Junioren | Sarajevo        | 20e Allround     | 22e 500 m 20e 1000 m 17e 1500 m - 3000 m   |
| 1984 | Allround | Deventer        | 26e Allround     | 28e 500 m 21e 1500 m 24e 3000 m - 5000 m   |
| 1984 | Sprint   | Trondheim       | Niet deelgenomen | Niet deelgenomen                           |
| 1984 | Junioren | Assen           | 5e Allround      | 16e 500 m 9e 1000 m 7e 1500 m 2e 3000 m    |
| 1985 | Allround | Sarajevo        | 15e Allround     | 26e 500 m 26e 1500 m 15e 3000 m 15e 5000 m |
| 1985 | Sprint   | Heerenveen      | Niet deelgenomen | Niet deelgenomen                           |
| 1985 | Junioren | Røros           | 6e Allround      | 18e 500 m 6e 1000 m 7e 1500 m 4e 3000 m    |
| 1986 | Allround | Deventer        | Niet deelgenomen | Niet deelgenomen                           |
| 1986 | Sprint   | Karuizawa       | Niet deelgenomen | Niet deelgenomen                           |
| 1987 | Allround | West Allis      | 15e Allround     | 28e 500 m 25e 1500 m 16e 3000 m 15e 5000 m |
| 1987 | Sprint   | Sainte-Foy      | 29e Sprint       | 29e 500 m 21e 1000 m 29e 500 m 28e 1000 m  |
| 1988 | Allround | Skien           | Niet deelgenomen | Niet deelgenomen                           |
| 1988 | Sprint   | West Allis      | Niet deelgenomen | Niet deelgenomen                           |
| 1989 | Allround | Lake Placid     | 27e Allround     | 22e 500 m 28e 1500 m 20e 3000 m - 5000 m   |
| 1989 | Sprint   | Heerenveen      | Niet deelgenomen | Niet deelgenomen                           |
| 1990 | Allround | Calgary         | - Allround       | 17e 500 m 18e 1500 m DQ 3000 m - 5000 m    |
| 1990 | Sprint   | Tromsø          | Niet deelgenomen | Niet deelgenomen                           |
| 1991 | Allround | Hamar           | 25e Allround     | 23e 500 m 24e 1500 m 18e 3000 m - 5000 m   |
| 1991 | Sprint   | Inzell          | Niet deelgenomen | Niet deelgenomen                           |
| 1992 | Allround | Heerenveen      | 13e Allround     | 22e 500 m 17e 1500 m 11e 3000 m 12e 5000 m |
| 1992 | Sprint   | Oslo            | Niet deelgenomen | Niet deelgenomen                           |
| 1993 | Allround | Berlijn         | 28e Allround     | 20e 500 m 6e 1500 m 30e 3000 m - 5000 m    |
| 1993 | Sprint   | Ikaho           | Niet deelgenomen | Niet deelgenomen                           |

### Wereldbeker
| Seizoen   | 500 m | 1000 m | 1500 m | 3000 & 5000 m |
| --------- | ----- | ------ | ------ | ------------- |
| 1986/1987 | -     | -      | 14e    | 14e           |
| 1987/1988 | -     | 30e    | 14e    | 7e            |
| 1988/1989 | 25e   | 35e    | 29e    | 18e           |
| 1989/1990 | -     | 37e    | 34e    | 26e           |
| 1990/1991 | -     | -      | 13e    | 13e           |
| 1991/1992 | 29e   | -      | 8e     | 6e            |
| 1992/1993 | -     | -      | 14e    | 10e           |
| 1993/1994 | 39e   | -      | 36e    | 16e           |

### Europese kampioenschappen
| Jaar | Plaats       | Resultaten       | Resultaten                                 |
| ---- | ------------ | ---------------- | ------------------------------------------ |
| 1984 | Medeu        | 21e Allround     | 24e 500 m 21e 1500 m 19e 3000 m - 5000 m   |
| 1985 | Groningen    | 21e Allround     | 21e 500 m 23e 1500 m 19e 3000 m - 5000 m   |
| 1986 | Geithus      | Niet deelgenomen | Niet deelgenomen                           |
| 1987 | Groningen    | - Allround       | DQ 500 m 19e 1500 m 18e 3000 m - 5000 m    |
| 1988 | Kongsberg    | 8e Allround      | 12e 500 m 11e 1500 m 10e 3000 m 5e 5000 m  |
| 1989 | West-Berlijn | 19e Allround     | 17e 500 m 17e 1500 m 20e 3000 m - 5000 m   |
| 1990 | Heerenveen   | 19e Allround     | 18e 500 m 9e 1500 m 14e 3000 m 9e 5000 m   |
| 1991 | Sarajevo     | Niet deelgenomen | Niet deelgenomen                           |
| 1992 | Heerenveen   | 12e Allround     | 14e 500 m 13e 1500 m 15e 3000 m 11e 5000 m |
| 1993 | Heerenveen   | 9e Allround      | 14e 500 m 9e 1500 m 10e 3000 m 7e 5000 m   |
| 1994 | Hamar        | 17e Allround     | 14e 500 m 15e 1500 m 15e 3000 m - 5000 m   |

### Zweedse kampioenschappen
| Seizoen | 500 m  | 1000 m | 1500 m | 3000 m | 5000 m | Allround | Sprint |
| ------- | ------ | ------ | ------ | ------ | ------ | -------- | ------ |
| 1981    | -      | -      | -      | -      | -      | 8e       | -      |
| 1982    | -      | -      | -      | -      | -      | -        | 5e     |
| 1983    | -      | -      | -      | -      | -      | Brons    | Zilver |
| 1984    | -      | -      | -      | -      | -      | DNF      | -      |
| 1985    | -      | -      | -      | -      | -      | Zilver   | -      |
| 1986    | -      | -      | -      | -      | -      | Zilver   | 12e    |
| 1987    | -      | -      | -      | -      | -      | Zilver   | Brons  |
| 1988    | -      | -      | -      | -      | -      | Goud     | Goud   |
| 1989    | Zilver | Goud   | Goud   | Goud   | Goud   | Goud     | -      |
| 1990    | Goud   | Goud   | Goud   | Goud   | Goud   | Goud     | -      |
| 1991    | Goud   | Goud   | Goud   | Goud   | Goud   | Goud     | -      |
| 1992    | Goud   | Goud   | Goud   | Goud   | Goud   | Goud     | -      |
| 1993    | Goud   | Goud   | Goud   | Goud   | -      | Goud     | Goud   |
| 1994    | 6e     | -      | Goud   | Goud   | Goud   | Zilver   | -      |

## Persoonlijke records
| Afstand    | Tijd    | Datum            | Baan       |
| ---------- | ------- | ---------------- | ---------- |
| 500 meter  | 42,75   | 25 maart 1988    | Calgary    |
| 1000 meter | 1.25,03 | 18 januari 1992  | Davos      |
| 1500 meter | 2.08,44 | 13 februari 1988 | Heerenveen |
| 3000 meter | 4.25,06 | 23 december 1989 | Calgary    |
| 5000 meter | 7.36,56 | 13 februari 1988 | Calgary    |